# Cyklaza guanylowa
Cyklaza guanylowa, cyklaza guanylanowa, guanylocyklaza (EC 4.6.1.2) – enzym syntezujący cykliczny guanozyno-3′,5′-monofosforan (cGMP). 
Enzym ten katalizuje reakcję: GTP → cGMP.